# Flight b741
Flight b741 è il ventiseiesimo album in studio del gruppo rock psichedelico australiano King Gizzard & the Lizard Wizard, pubblicato il 9 agosto 2024. L'album è stato annunciato il 1 luglio 2024 ed è stato reso disponibile per il preordine il 9 luglio. Questo album segna un ritorno alle radici blues rock e boogie della band. Flight b741 è il primo disco dei King Gizzard & the Lizard Wizard ad essere pubblicato sulla loro nuova etichetta, p(doom) Records.

## Copertina dell'album
La copertina dell'album per Flight b741 è stata disegnata da Jason Galea e presenta un aeroplano di legno pilotato da otto maiali. Secondo un post su Instagram di Galea, l'aereo è un modello e i maialini sono stati meticolosamente realizzati con l'argilla.

## Tracce
1. Mirage City – 4:48
2. Antarctica – 4:32
3. Raw Feel – 4:17
4. Field of Vision – 3:35
5. Hog Calling Contest – 3:21
6. Le Risque – 3:34 (Cavanagh, Craig, Kenny-Smith, Mackenzie, Walker)
7. Flight b741 – 3:58
8. Sad Pilot – 4:12 (Cavanagh, Craig, Kenny-Smith, Mackenzie, Walker)
9. Rats in the Sky – 3:07
10. Daily Blues – 7:42